# 雙美瀑布
44°02′17.5″N 144°56′07.3″E / 44.038194°N 144.935361°E
雙美瀑布（日语：オシンコシンの滝）是位於日本北海道斜里郡斜里町國道334號旁的瀑布，其名稱來自阿伊努語o-sunku-us-i，意思為「河川下游有許多蝦夷松的地方」。由於瀑布在中途被分為左右兩段，因此也被稱為「雙美瀑布」（双美の滝）。瀑布寬度約30公尺，高低落差50公尺，為知床八景之一，也被列為日本瀑布百選之一。

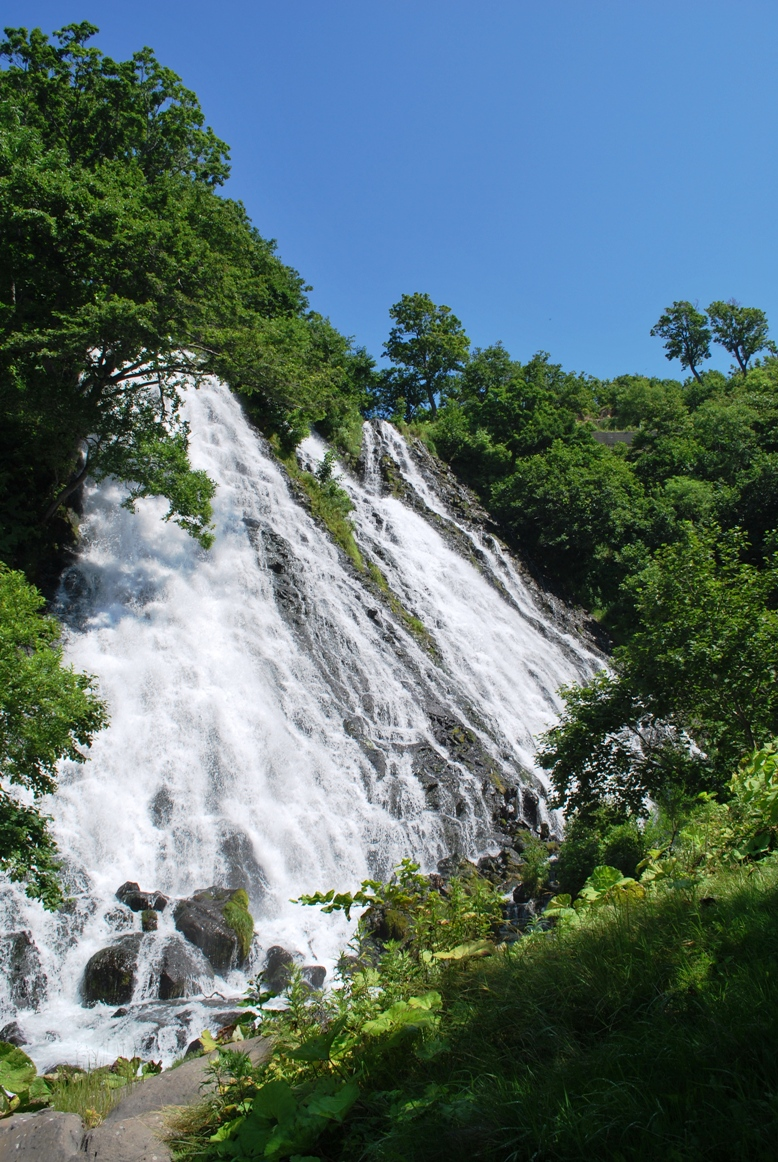
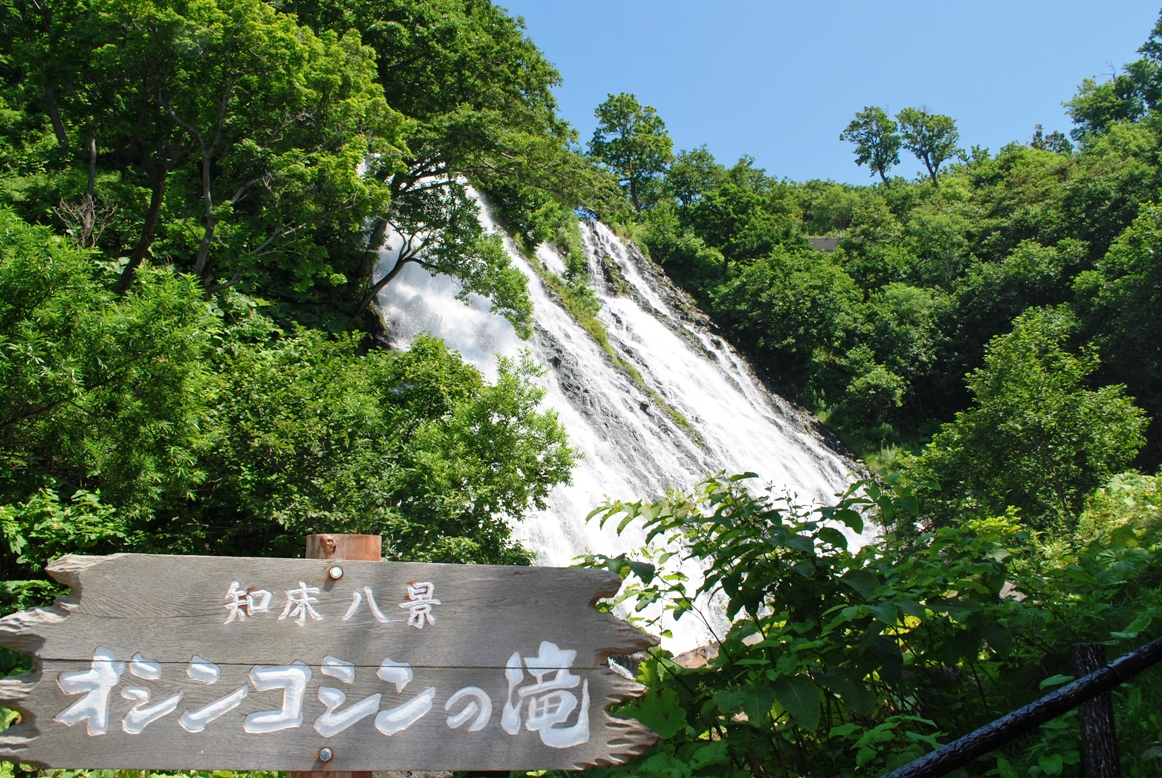
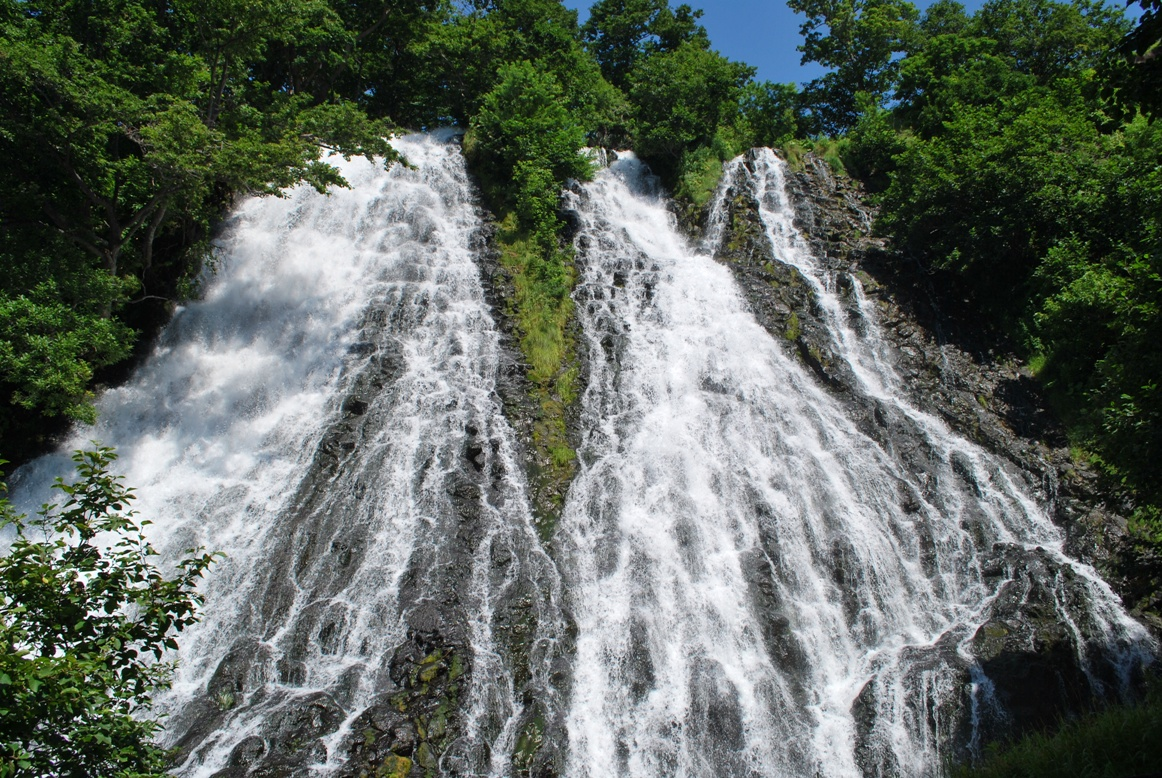
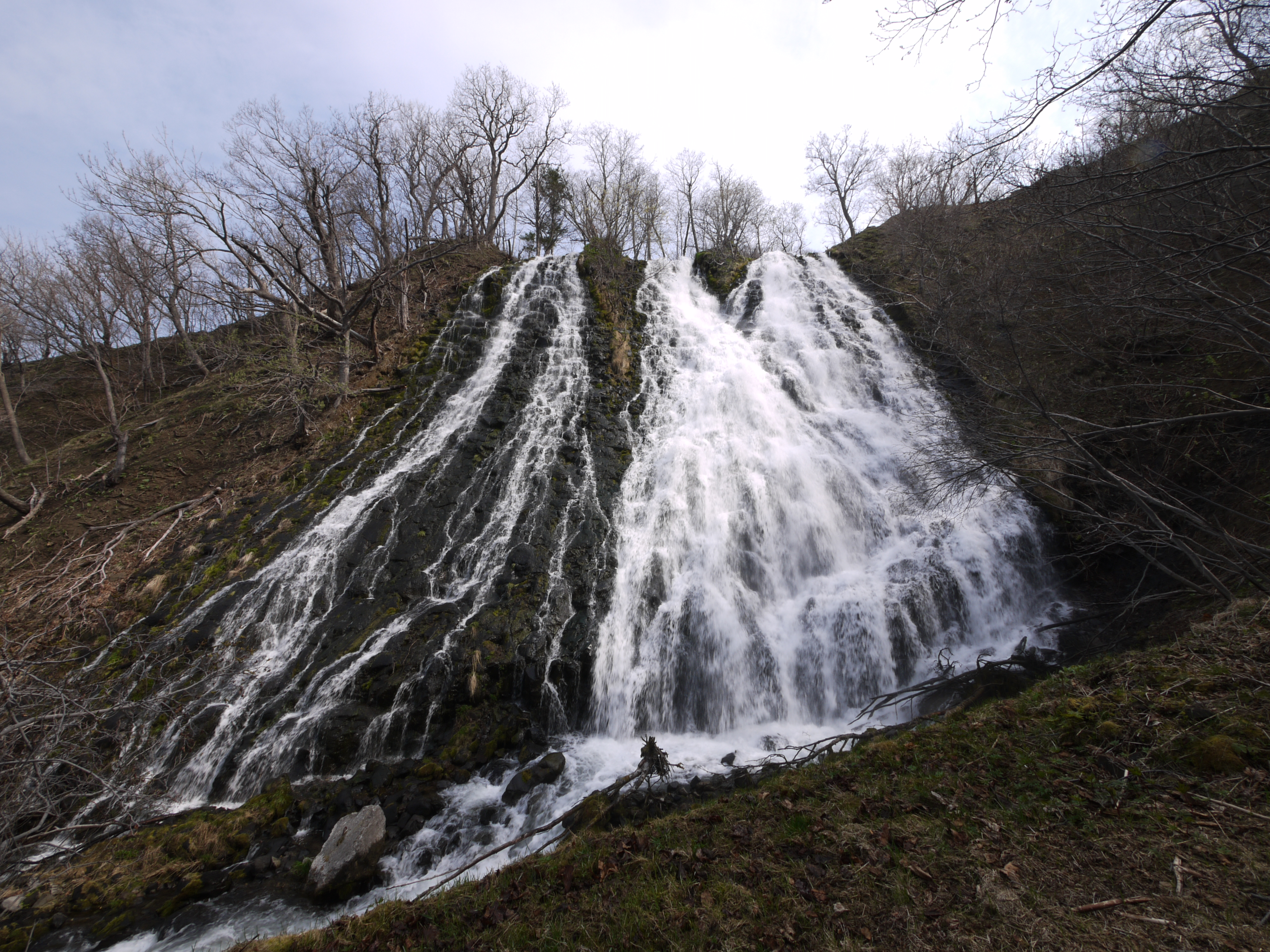
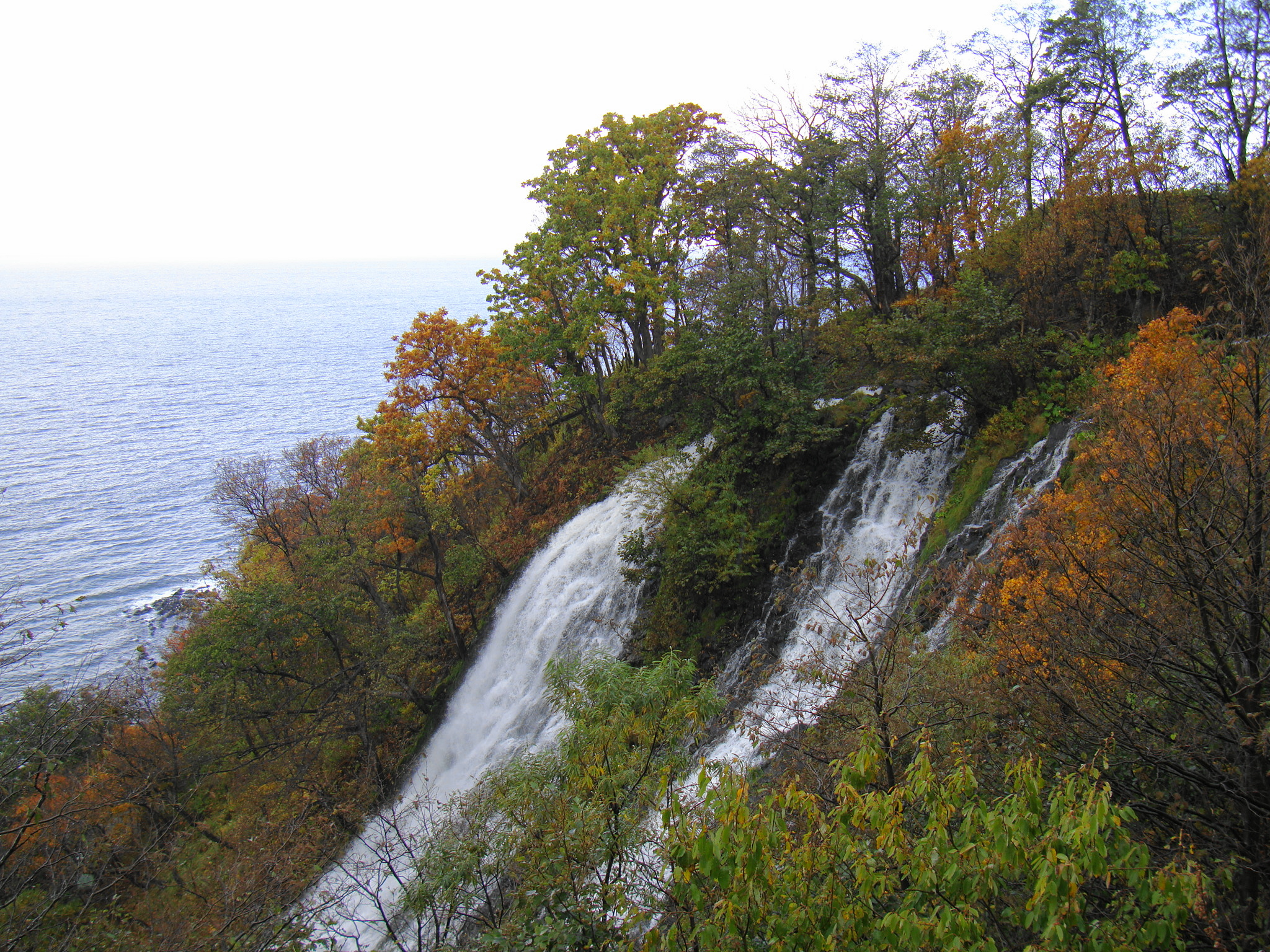

## 外部連結
- （日語） Oshinkoshin瀑布（页面存档备份，存于） - 知床斜里町觀光協會